# Campomaggiore
Campomaggiore község (comune) Olaszország Basilicata régiójában, Potenza megyében.

## Fekvése
A megye keleti részén fekszik. Határai: Albano di Lucania, Pietrapertosa, Accettura és Calciano.

## Története
Campomaggiore őse egy római katonai település volt. Az elnéptelenedett település helyén alakult ki a 12. század elején a mai város.

## Népessége
A népesség számának alakulása:

## Főbb látnivalói
- Santa Maria del Carmelo-templom